# 1909 a filmművészetben

## Események
- március 12. – Carl Laemmle mozitulajdonos New Yorkban megalapítja az Independent Motion Picture társaságot.
- október 27. – Jean Comandon francia feltaláló Párizsban bemutat egy általa kifejlesztett, a filmkamerát egy mikroszkóppal összekötő szerkezetet. Ezáltal először sikerül felvételeket készíteni mikrobiológiai folyamatokról.
- december 11. – New Yorkban először mutatnak be színes filmet. Kinemacolorral készítették.

## Filmbemutatók
- A Corner in Wheat – rendezte: D. W. Griffith
- A Drunkard's Reformation – rendezte: D. W. Griffith
- A Midsummer Night's Dream – rendezte: Charles Kent
- A Trap for Santa Claus – rendezte: D. W. Griffith
- At the Altar  – rendezte: D. W. Griffith
- Fools of Fate – rendezte: D. W. Griffith
- Mr. Flip – rendezte: Gilbert M. 'Broncho Billy' Anderson
- The Heart of a Cowboy – rendezte: Gilbert M. 'Broncho Billy' Anderson
- The Spanish Girl – rendezte: Gilbert M. 'Broncho Billy' Anderson
- The Ranchman's Rival – rendezte: Gilbert M. 'Broncho Billy' Anderson
- His Reformation – rendezte: Gilbert M. 'Broncho Billy' Anderson
- Judgment – rendezte: Gilbert M. 'Broncho Billy' Anderson
- The Best Man Wins – rendezte: Gilbert M. 'Broncho Billy' Anderson
- A Maid of the Mountains – rendezte: Gilbert M. 'Broncho Billy' Anderson
- Nerone – rendezte: Luigi Maggi
- Princess Nicotine – rendezte: J. Stuart Blackton
- Le Locataire diabolique – rendezte: Georges Méliès
- Les Joyeux microbes – rendezte: Émile Cohl
- The Country Doctor – rendezte: D. W. Griffith
- The Curtain Pole – rendezte: D. W. Griffith
- The Hessian Renegades – rendezte: D. W. Griffith
- The Lonely Villa – rendezte: D. W. Griffith
- The Red Man's View – rendezte: D. W. Griffith
- The Sealed Room – rendezte:  D. W. Griffith
- Those Awful Hats – rendezte: D. W. Griffith

## Magyar filmek
- A pest riporter – rendezte Fodor Aladár
- A sakkjáték őrültje – rendezte: Nagy Endre
- A szabadkai dráma – rendezte: Bárdi Ödön és Zsitkovszky Béla

## Születések
| Hónap      | Nap | Név                   | Szakma                             | Meghalt |
| Január     | 1   | Dana Andrews          | színész                            | 1992    |
| Január     | 3   | Victor Borge          | színész                            | 2000    |
| Január     | 8   | Willy Millowitsch     | színész                            | 1999    |
| Január     | 15  | Gene Krupa            | színész                            | 1973    |
| Január     | 22  | Ann Sothern           | színésznő                          | 2001    |
| Január     | 24  | Ann Todd              | színésznő                          | 1993    |
| Február    | 2   | Frank Albertson       | színész                            | 1964    |
| Február    | 9   | Carmen Miranda        | énekes, színésznő                  | 1955    |
| Február    | 9   | Heather Angel         | színésznő                          | 1986    |
| Február    | 11  | Max Baer              | színész                            | 1959    |
| Február    | 11  | Joseph L. Mankiewicz  | rendező, forgatókönyvíró, producer | 1993    |
| Február    | 16  | Jeffrey Lynn          | színész                            | 1995    |
| Március    | 14  | Bársony Rózsi         | színésznő                          | 1977    |
| Március    | 19  | Louis Hayward         | színész                            | 1995    |
| Március    | 26  | Chips Rafferty        | színész                            | 1971    |
| Április    | 4   | Bobby Connelly        | gyerek színész                     | 1922    |
| Április    | 29  | Tom Ewell             | színész                            | 1994    |
| Május      | 15  | James Mason           | színész                            | 1984    |
| Május      | 16  | Margaret Sullavan     | színésznő                          | 1960    |
| Május      | 30  | Benny Goodman         | színész                            | 1986    |
| Június     | 7   | Jessica Tandy         | színésznő                          | 1994    |
| Június     | 8   | Robert Carson         | színész                            | 1979    |
| Június     | 14  | Burl Ives             | színész                            | 1995    |
| Június     | 20  | Errol Flynn           | színész                            | 1959    |
| Július     | 1   | Madge Evans           | színésznő                          | 1981    |
| Július     | 12  | Joe DeRita            | színész                            | 1993    |
| Augusztus  | 18  | Marcel Carné          | rendező                            | 1996    |
| Augusztus  | 25  | Ruby Keeler           | énekes, színésznő                  | 1993    |
| Augusztus  | 25  | Michael Rennie        | színész                            | 1971    |
| Szeptember | 7   | Elia Kazan            | rendező                            | 2003    |
| Október    | 6   | Robert Carson         | forgatókönyvíró                    | 1983    |
| Október    | 9   | Jacques Tati          | színész, rendező, forgatókönyvíró  | 1982    |
| Október    | 16  | Mezey Mária           | színésznő                          | 1983    |
| Október    | 20  | Carla Laemmle         | színésznő                          | 2014    |
| November   | 11  | Robert Ryan           | színész                            | 1973    |
| November   | 26  | Frances Dee           | színésznő                          | 2004    |
| December   | 9   | Douglas Fairbanks Jr. | színész                            | 2000    |
| December   | 12  | Karen Morley          | színésznő                          | 2003    |
| December   | 20  | Diane Ellis           | színésznő                          | 1930    |